# Élections régionales vénézuéliennes de 2012
Les élections régionales ont eu lieu au Venezuela le 16 décembre 2012 afin d'élire les gouverneurs et les membres des assemblées des États. La coalition du Parti socialiste unifié du Venezuela remporte les élections avec 20 des 23 États, en augmentation par rapport aux 18 gagnés lors des élections de 2008. le taux de participation a été de 53%, en baisse par rapport aux élections régionales précédentes et à la dernière élection présidentielle,.

## Résultats

### Amazonas
| Gouverneur             | Gouverneur                           | Gouverneur | Gouverneur |
| Candidat               | Parti                                | Votes      | %          |
| ---------------------- | ------------------------------------ | ---------- | ---------- |
| Liborio Guarulla       | Mouvement progressiste (MUD)         | 34 404     | 55,59      |
| Nicia Maldonado        | Parti socialiste unifié du Venezuela | 23 966     | 38,73      |
| Gregorio Mirabal       | PUAMA                                | 3 039      | 4,91       |
| Magno Barros           | Action démocratique                  | 239        | 0,38       |
| Plinio Graterol        | ORA                                  | 153        | 0,24       |
| Antonio Corapse        | NUVIPA                               | 77         | 0,12       |
| Votes blancs ou nuls   | Votes blancs ou nuls                 | 2 133      | –          |
| Total                  | Total                                | 63 911     | 100        |
| Inscrits/participation | Inscrits/participation               | 97 560     | 67,94      |
| Source: CNE            |                                      |            |            |

### Anzoátegui
| Gouverneur             | Gouverneur                           | Gouverneur | Gouverneur |
| Candidat               | Parti                                | Votes      | %          |
| ---------------------- | ------------------------------------ | ---------- | ---------- |
| Aristóbulo Istúriz     | Parti socialiste unifié du Venezuela | 292 373    | 56,44      |
| Antonio Barreto Sira   | Action démocratique (MUD)            | 222 146    | 42,88      |
| Manuel Lozada          | Nuevo Pacto                          | 1 974      | 0,38       |
| Juan Mata Carlo        | NUVIPA                               | 534        | 0,10       |
| Ubaldo Alvarado        | Mouvement électoral du peuple        | 497        | 0,09       |
| Elieser Teran          | PSL                                  | 284        | 0,05       |
| Edwin Figuera          | Poder Laboral                        | 197        | 0,03       |
| Votes blancs ou nuls   | Votes blancs ou nuls                 | 20 140     | –          |
| Total                  | Total                                | 518 005    | 100        |
| Inscrits/participation | Inscrits/participation               | 1 013 188  | 53,18      |
| Source: CNE            |                                      |            |            |

### Apure
| Gouverneur             | Gouverneur                           | Gouverneur | Gouverneur |
| Candidat               | Parti                                | Votes      | %          |
| ---------------------- | ------------------------------------ | ---------- | ---------- |
| Ramón Carrizales       | Parti socialiste unifié du Venezuela | 94 112     | 63,30      |
| Luis Lippa             | Fuerza Ciudadana (MUD)               | 32 991     | 22,19      |
| Leopoldo Estrada       | Mouvement électoral du peuple        | 21 220     | 14,27      |
| José Sosa              | NUVIPA                               | 332        | 0,22       |
| Votes blancs ou nuls   | Votes blancs ou nuls                 | 5 958      | –          |
| Total                  | Total                                | 154 613    | 100        |
| Inscrits/participation | Inscrits/participation               | 313 874    | 49,25      |
| Source: CNE            |                                      |            |            |

### Aragua
| Gouverneur             | Gouverneur                           | Gouverneur | Gouverneur |
| Candidat               | Parti                                | Votes      | %          |
| ---------------------- | ------------------------------------ | ---------- | ---------- |
| Tareck El Aissami      | Parti socialiste unifié du Venezuela | 341 313    | 55,56      |
| Richard Mardo          | Primero Justicia (MUD)               | 271 367    | 44,17      |
| Aris Segovia           | NUVIPA                               | 945        | 0,15       |
| Ruth Rodríguez         | ORA                                  | 502        | 0,08       |
| Emilio Bastidas        | PSL                                  | 113        | 0,01       |
| Votes blancs et nuls   | Votes blancs et nuls                 | 27 628     | –          |
| Total                  | Total                                | 641 871    | 100        |
| Inscrits/participation | Inscrits/participation               | 1 173 046  | 54,71      |
| Source: CNE            |                                      |            |            |

### Barinas
| Gouverneur             | Gouverneur                           | Gouverneur | Gouverneur |
| Candidat               | Parti                                | Votes      | %          |
| ---------------------- | ------------------------------------ | ---------- | ---------- |
| Adán Chávez            | Parti socialiste unifié du Venezuela | 143 198    | 57,89      |
| Julio César Reyes      | Avanzada progresista (MUD)           | 104 046    | 42,06      |
| Marco Tezara           | NUVIPA                               | 76         | 0,03       |
| Votes blancs et nuls   | Votes blancs et nuls                 | 9 207      | –          |
| Total                  | Total                                | 256 527    | 100        |
| Inscrits/participation | Inscrits/participation               | 531 227    | 48,34      |
| Source: CNE            |                                      |            |            |

### Bolívar
| Gouverneur                         | Gouverneur                           | Gouverneur | Gouverneur |
| Candidat                           | Parti                                | Votes      | %          |
| ---------------------------------- | ------------------------------------ | ---------- | ---------- |
| Francisco Rangel Gómez             | Parti socialiste unifié du Venezuela | 173 536    | 46,55      |
| Andrés Velásquez                   | La Causa Radical (MUD)               | 163 265    | 43,79      |
| Manuel Arciniega                   | Parti communiste du Venezuela        | 30 045     | 8,06       |
| Robert Martinez                    | NUVIPA                               | 2 045      | 0,54       |
| Amauris Aular                      | Gente Emergente                      | 1 332      | 0,35       |
| Pedro Rondón                       | PIEDRA                               | 890        | 0,23       |
| María Quintina                     | CRV                                  | 626        | 0,16       |
| José Contreras                     | ORA                                  | 406        | 0,10       |
| Edwin Zambrano                     | PRT                                  | 387        | 0,10       |
| Pedro Tabarés                      | EL                                   | 223        | 0,05       |
| Votes blancs ou nuls               | Votes blancs ou nuls                 | 18 225     | –          |
| Total                              | Total                                | 390 974    | 100        |
| D'électeurs inscrits/participation | D'électeurs inscrits/participation   | 950 034    | 41,15      |
| Source: CNE                        |                                      |            |            |

### Carabobo
| Gouverneur             | Gouverneur                           | Gouverneur | Gouverneur |
| Candidat               | Parti                                | Votes      | %          |
| ---------------------- | ------------------------------------ | ---------- | ---------- |
| Francisco Ameliach     | Parti socialiste unifié du Venezuela | 408 439    | 55,73      |
| Henrique Salas Feo     | Projet Venezuela (MUD)               | 319 619    | 43,61      |
| Noe Mujica             | NOÉ                                  | 1 556      | 0,21       |
| Laura Valls            | EL                                   | 1 052      | 0,14       |
| Raúl Coraspe           | NUVIPA                               | 731        | 0,09       |
| Juan Linares           | JOVEN                                | 581        | 0,07       |
| María Mirabal          | Poder Laboral                        | 327        | 0,04       |
| Antonio Espinoza       | PSL                                  | 276        | 0,03       |
| Juan Peña Loyo         | VBR                                  | 212        | 0,02       |
| Votes blancs et nuls   | Votes blancs et nuls                 | 23 934     | –          |
| Total                  | Total                                | 756 487    | 100        |
| Inscrits/participation | Inscrits/participation               | 1 533 809  | 49,32      |
| Source: CNE            |                                      |            |            |

### Cojedes
| Gouverneur             | Gouverneur                           | Gouverneur | Gouverneur |
| Candidat               | Parti                                | Votes      | %          |
| ---------------------- | ------------------------------------ | ---------- | ---------- |
| Erika Farías           | Parti socialiste unifié du Venezuela | 75 383     | 63,43      |
| Alberto Galíndez       | Action démocratique                  | 42 820     | 36,03      |
| José Rodríguez         | NUVIPA                               | 216        | 0,18       |
| José Castro            | Mouvement écologique du Venezuela    | 154        | 0,12       |
| Pedro León             | PASOCO                               | 136        | 0,11       |
| Antonio Matute         | Nouvel Ordre Social                  | 77         | 0,06       |
| Wilfredo Lago          | Poder Laboral                        | 55         | 0,04       |
| Votes blancs et nuls   | Votes blancs et nuls                 | 6 012      | –          |
| Total                  | Total                                | 124 853    | 100        |
| Inscrits/participation | Inscrits/participation               | 225 036    | 55,59      |
| Source: CNE            |                                      |            |            |

### Delta Amacuro
| Gouverneur             | Gouverneur                           | Gouverneur | Gouverneur |
| Candidat               | Parti                                | Votes      | %          |
| ---------------------- | ------------------------------------ | ---------- | ---------- |
| Lizeta Hernández       | Parti socialiste unifié du Venezuela | 42 037     | 82,08      |
| Arévalo Salazar        | Mouvement vers le socialisme         | 8 213      | 16,03      |
| Migdaesi Pinto         | NUVIPA                               | 933        | 1,82       |
| Ricardo Koesling       | Nouvel Ordre Social                  | 28         | 0,05       |
| Votes blancs et nuls   | Votes blancs et nuls                 | 2 143      | –          |
| Total                  | Total                                | 53 354     | 100        |
| Inscrits/participation | Inscrits/participation               | 114 043    | 46,78      |
| Source: CNE            |                                      |            |            |

### Falcón
| Gouverneur             | Gouverneur                           | Gouverneur | Gouverneur |
| Candidat               | Parti                                | Votes      | %          |
| ---------------------- | ------------------------------------ | ---------- | ---------- |
| Stella Lugo            | Parti socialiste unifié du Venezuela | 157 640    | 51,58      |
| Gregorio Graterol      | Indépendant, soutenu par la MUD      | 109 779    | 35,92      |
| Oswaldo León           | Indépendant                          | 36 287     | 11,87      |
| Raumel Guerrero        | PROCOMUNIDAD                         | 1 104      | 0,36       |
| Magalis Covis          | VBR                                  | 583        | 0,19       |
| Elsa Colina            | NUVIPA                               | 173        | 0,05       |
| Votes blancs ou nuls   | Votes blancs ou nuls                 | 12 563     | –          |
| Total                  | Total                                | 318 129    | 100        |
| Inscrits/participation | Inscrits/participation               | 638 516    | 49,82      |
| Source: CNE            |                                      |            |            |

### Guárico
| Gouverneur             | Gouverneur                           | Gouverneur | Gouverneur |
| Candidat               | Parti                                | Votes      | %          |
| ---------------------- | ------------------------------------ | ---------- | ---------- |
| Ramón Rodríguez Chacín | Parti socialiste unifié du Venezuela | 148 445    | 74,70      |
| José Manuel González   | Action démocratique (MUD)            | 50 163     | 25,24      |
| Juan Carlos Rodríguez  | NUVIPA                               | 87         | 0,04       |
| Votes blancs et nuls   | Votes blancs et nuls                 | 8 139      | –          |
| Total                  | Total                                | 206 883    | 100        |
| Inscrits/participation | Inscrits/participation               | 503 312    | 41,14      |
| Source: CNE            |                                      |            |            |

### Lara
| Gouverneur             | Gouverneur                           | Gouverneur | Gouverneur |
| Candidat               | Parti                                | Votes      | %          |
| ---------------------- | ------------------------------------ | ---------- | ---------- |
| Henri Falcón           | Avanzada Progresista (MUD)           | 352 478    | 53,87      |
| Luis Reyes Reyes       | Parti socialiste unifié du Venezuela | 300 074    | 45,86      |
| Julio De La Cruz       | PIEDRA                               | 971        | 0,14       |
| Cesar Guerrero         | Mouvement écologique du Venezuela    | 691        | 0,10       |
| Votes blancs ou nuls   | Votes blancs ou nuls                 | 22 670     | –          |
| Total                  | Total                                | 676 884    | 100        |
| Inscrits/participation | Inscrits/participation               | 1 203 490  | 56,3       |
| Source: CNE            |                                      |            |            |

### Mérida
| Gouverneur             | Gouverneur                           | Gouverneur | Gouverneur |
| Candidat               | Parti                                | Votes      | %          |
| ---------------------- | ------------------------------------ | ---------- | ---------- |
| Alexis Ramirez         | Parti socialiste unifié du Venezuela | 150 493    | 50,23      |
| Léster Rodríguez       | COPEI (MUD)                          | 116 197    | 38,79      |
| Florencio Porras       | Parti communiste du Venezuela        | 31 765     | 10,60      |
| Daniel García          | PMI                                  | 467        | 0,15       |
| Gerardo Pacheco        | Mouvement écologique du Venezuela    | 293        | 0,09       |
| Simón Rodríguez        | PSL                                  | 248        | 0,08       |
| Rafael Farias          | NUVIPA                               | 86         | 0,02       |
| Votes blancs et nuls   | Votes blancs et nuls                 | 10 664     | –          |
| Total                  | Total                                | 310 213    | 100        |
| Inscrits/participation | Inscrits/participation               | 584 457    | 53,18      |
| Source: CNE            |                                      |            |            |

### Miranda
| Gouverneur                 | Gouverneur                           | Gouverneur | Gouverneur |
| Candidat                   | Parti                                | Votes      | %          |
| -------------------------- | ------------------------------------ | ---------- | ---------- |
| Henrique Capriles Radonski | Primero Justicia (MUD)               | 583 660    | 51,83      |
| Elías Jaua                 | Parti socialiste unifié du Venezuela | 538 549    | 47,82      |
| Claudio Ojeda              | NUVIPA                               | 3.561      | 0,31       |
| Jorge Contreras            | OPINE                                | 297        | 0,02       |
| Votes blancs et nuls       | Votes blancs et nuls                 | 36 888     | –          |
| Total                      | Total                                | 1 162 955  | 100        |
| Inscrits/participation     | Inscrits/participation               | 1 993 236  | 58,34      |
| Source: CNE                |                                      |            |            |

### Monagas
| Gouverneur                 | Gouverneur                           | Gouverneur | Gouverneur |
| Candidat                   | Parti                                | Votes      | %          |
| -------------------------- | ------------------------------------ | ---------- | ---------- |
| Yelitze Santaella          | Parti socialiste unifié du Venezuela | 168 532    | 55,11      |
| José Gregorio Briceño      | Indépendant                          | 127 501    | 41,69      |
| Soraya Hernández           | Indépendant soutenu par la MUD       | 7 416      | 2,42       |
| Judith Márquez             | NUVIPA                               | 432        | 0,14       |
| Humberto Canales           | OPINE                                | 95         | 0,03       |
| Francisco Arias            | VBR                                  | 88         | 0,02       |
| Votes blancs ou nuls       | Votes blancs ou nuls                 | 11 212     | –          |
| Total                      | Total                                | 317 000    | 100        |
| Inscriptions/participation | Inscriptions/participation           | 599 082    | 52,91      |
| Source: CNE                |                                      |            |            |

### Nueva Esparta
| Gouverneur             | Gouverneur                           | Gouverneur | Gouverneur |
| Candidat               | Parti                                | Votes      | %          |
| ---------------------- | ------------------------------------ | ---------- | ---------- |
| Carlos Mata Figueroa   | Parti socialiste unifié du Venezuela | 110 982    | 54,06      |
| Morel Rodríguez Ávila  | Action démocratique                  | 93 868     | 45,72      |
| Luis López Marcano     | Mouvement écologique du Venezuela    | 302        | 0,14       |
| Frank Pinto            | NUVIPA                               | 139        | 0,06       |
| Votes blancs ou nuls   | Votes blancs ou nuls                 | 6 333      | –          |
| Total                  | Total                                | 211 624    | 100        |
| Inscrits/participation | Inscrits/participation               | 334 218    | 63,31      |
| Source: CNE            |                                      |            |            |

### Portuguesa
| Gouverneur             | Gouverneur                                 | Gouverneur | Gouverneur |
| Candidat               | Parti                                      | Votes      | %          |
| ---------------------- | ------------------------------------------ | ---------- | ---------- |
| Wilmar Castro Soteldo  | Parti socialiste unifié du Venezuela       | 131 367    | 53,76      |
| Oswaldo Zerpa          | Parti communiste du Venezuela              | 60 809     | 24,88      |
| Iván Colmenares        | (Candidat indépendant, soutenu par la MUE) | 51 081     | 20,90      |
| Rafael Blanco          | NUVIPA                                     | 602        | 0,24       |
| Jesús González         | PRT                                        | 267        | 0,10       |
| Akram El Nimer         | Mouvement écologique du Venezuela          | 227        | 0,09       |
| Votes blancs ou nuls   | Votes blancs ou nuls                       | 12 339     | –          |
| Total                  | Total                                      | 256 692    | 100        |
| Inscrits/participation | Inscrits/participation                     | 583 710    | 43,97      |
| Source: CNE            |                                            |            |            |

### Sucre
| Gouverneur             | Gouverneur                           | Gouverneur | Gouverneur |
| Candidat               | Parti                                | Votes      | %          |
| ---------------------- | ------------------------------------ | ---------- | ---------- |
| Luis Acuña             | Parti socialiste unifié du Venezuela | 157 344    | 59,80      |
| Hernán Núñez           | Voluntad popular (MUD)               | 93 869     | 35,68      |
| Félix Rodríguez        | Poder Laboral                        | 8 892      | 3,37       |
| Elías Ocque            | NUVIPA                               | 2.860      | 1,08       |
| Éléazar Guillen        | PSL                                  | 117        | 0,04       |
| Votes blancs ou nuls   | Votes blancs ou nuls                 | 11 731     | –          |
| Total                  | Total                                | 274 813    | 100        |
| Inscrits/participation | Inscrits/participation               | 630 820    | 43,56      |
| Source: CNE            |                                      |            |            |

### Táchira
| Gouverneur             | Gouverneur                           | Gouverneur | Gouverneur |
| Candidat               | Parti                                | Votes      | %          |
| ---------------------- | ------------------------------------ | ---------- | ---------- |
| José G. Vielma Mora    | Parti socialiste unifié du Venezuela | 248 788    | 54,00      |
| César Pérez Vivas      | COPEI (MUD)                          | 209 568    | 45,49      |
| William Méndez         | OPINA                                | 1 700      | 0,36       |
| Manuel Rugeles         | PORESTA                              | 321        | 0,06       |
| Rafael Escobar         | NUVIPA                               | 302        | 0,06       |
| Votes blancs ou nuls   | Votes blancs ou nuls                 | 15 380     | –          |
| Total                  | Total                                | 476 074    | 100        |
| Inscrits/participation | Inscrits/participation               | 826 821    | 57,57      |
| Source: CNE            |                                      |            |            |

### Trujillo
| Gouverneur             | Gouverneur                           | Gouverneur | Gouverneur |
| Candidat               | Parti                                | Votes      | %          |
| ---------------------- | ------------------------------------ | ---------- | ---------- |
| Henry Rangel Silva     | Parti socialiste unifié du Venezuela | 183 453    | 82,30      |
| José Hernández         | Action démocratique (MUD)            | 38 511     | 17,27      |
| Oscar Hernández        | NUVIPA                               | 941        | 0,42       |
| Votes blancs ou nuls   | Votes blancs ou nuls                 | 6 414      | –          |
| Total                  | Total                                | 229 319    | 100        |
| Inscrits/participation | Inscrits/participation               | 506 233    | 45,29      |
| Source: CNE            |                                      |            |            |

### Vargas
| Gouverneur             | Gouverneur                           | Gouverneur | Gouverneur |
| Candidat               | Parti                                | Votes      | %          |
| ---------------------- | ------------------------------------ | ---------- | ---------- |
| Jorge García Carneiro  | Parti socialiste unifié du Venezuela | 77 476     | 73,44      |
| José Manuel Olivares   | Un nouveau temps (MUD)               | 26 518     | 25,13      |
| Cristian González      | VU                                   | 1 275      | 1,20       |
| Pedro Grateron         | NUVIPA                               | 145        | 0,13       |
| César Gutierrez        | Poder Laboral                        | 71         | 0,06       |
| Votes blancs ou nuls   | Votes blancs ou nuls                 | 6 126      | –          |
| Total                  | Total                                | 111 611    | 100        |
| Inscrits/participation | Inscrits/participation               | 268 605    | 41,55      |
| Source: CNE            |                                      |            |            |

### Yaracuy
| Gouverneur             | Gouverneur                           | Gouverneur | Gouverneur |
| Candidat               | Parti                                | Votes      | %          |
| ---------------------- | ------------------------------------ | ---------- | ---------- |
| Julio León Heredia     | Parti socialiste unifié du Venezuela | 127 333    | 61,48      |
| Biaggio Pilieri        | Convergencia (MUD)                   | 78 217     | 37,76      |
| Richard José Crif      | JOVEN                                | 654        | 0,31       |
| José Luis Portillo     | NUVIPA                               | 601        | 0,29       |
| Ender Guedez           | MRS                                  | 307        | 0,14       |
| Votes blancs ou nuls   | Votes blancs ou nuls                 | 10 633     | –          |
| Total                  | Total                                | 218 056    | 100        |
| Inscrits/participation | Inscrits/participation               | 408 208    | 53,41      |
| Source: CNE            |                                      |            |            |

### Zulia
| Gouverneur               | Gouverneur                           | Gouverneur | Gouverneur |
| Candidat                 | Parti                                | Votes      | %          |
| ------------------------ | ------------------------------------ | ---------- | ---------- |
| Francisco Arias Cardenas | Parti socialiste unifié du Venezuela | 759 214    | 52,22      |
| Pablo Pérez Álvarez      | Un nouveau temps (MUD)               | 693 225    | 47,68      |
| Iris Rincón              | NUVIPA                               | 657        | 0,04       |
| María Bolívar            | PDUDL                                | 620        | 0,04       |
| Votes blancs ou nuls     | Votes blancs ou nuls                 | 32 296     | –          |
| Total                    | Total                                | 1 486 012  | 100        |
| Inscrits/participation   | Inscrits/participation               | 2 389 371  | 62,19      |
| Source: CNE              |                                      |            |            |